# Leptodactylodon polyacanthus
Leptodactylodon polyacanthus es una especie de anfibios de la familia Arthroleptidae.
Habita en Camerún y Nigeria.
Su hábitat natural incluye montanos tropicales o subtropicales secos, ríos, corrientes intermitentes, nacientes, áreas rocosas y zonas previamente boscosas muy degradadas.
Está amenazada de extinción por la pérdida de su hábitat natural.